# مسلم دخيل الشامان
العميد المهندس مسلم بن دخيل الشامان (1941 - 2003)
شخصية وطنية ملهمه عرف بثقافته العالية ووضع الخطط الاستراتيجية من الشخصيات المؤثرة التي ساهمت في نجاح الخطط التنموية.
من مواليد الاربعينات الميلادية من القرن الماضي في ضواحي منطقة تبوك. أكمل دراسته في العاصمة الرياض بسبب عدم وجود مدارس ثانوية آنذاك في المناطق الشمالية. وشهد أهم الأحداث في تطوير البنية الأساسية للدولة السعودية الحديثة
```
عرف منذ الصغر بشغفه للعلم والمعرفة والقراءة في شتى المجالات والعلوم.
```

- مرحلة الابتعاث

حصل على بعثة لدراسة الهندسة المدنية بالولايات المتحدة الأمريكية وتخرج من جامعة تكساس الأمريكية 1 عاد للوطن محملا بالعلم والمعرفة من أرقى الجامعات العالمية.

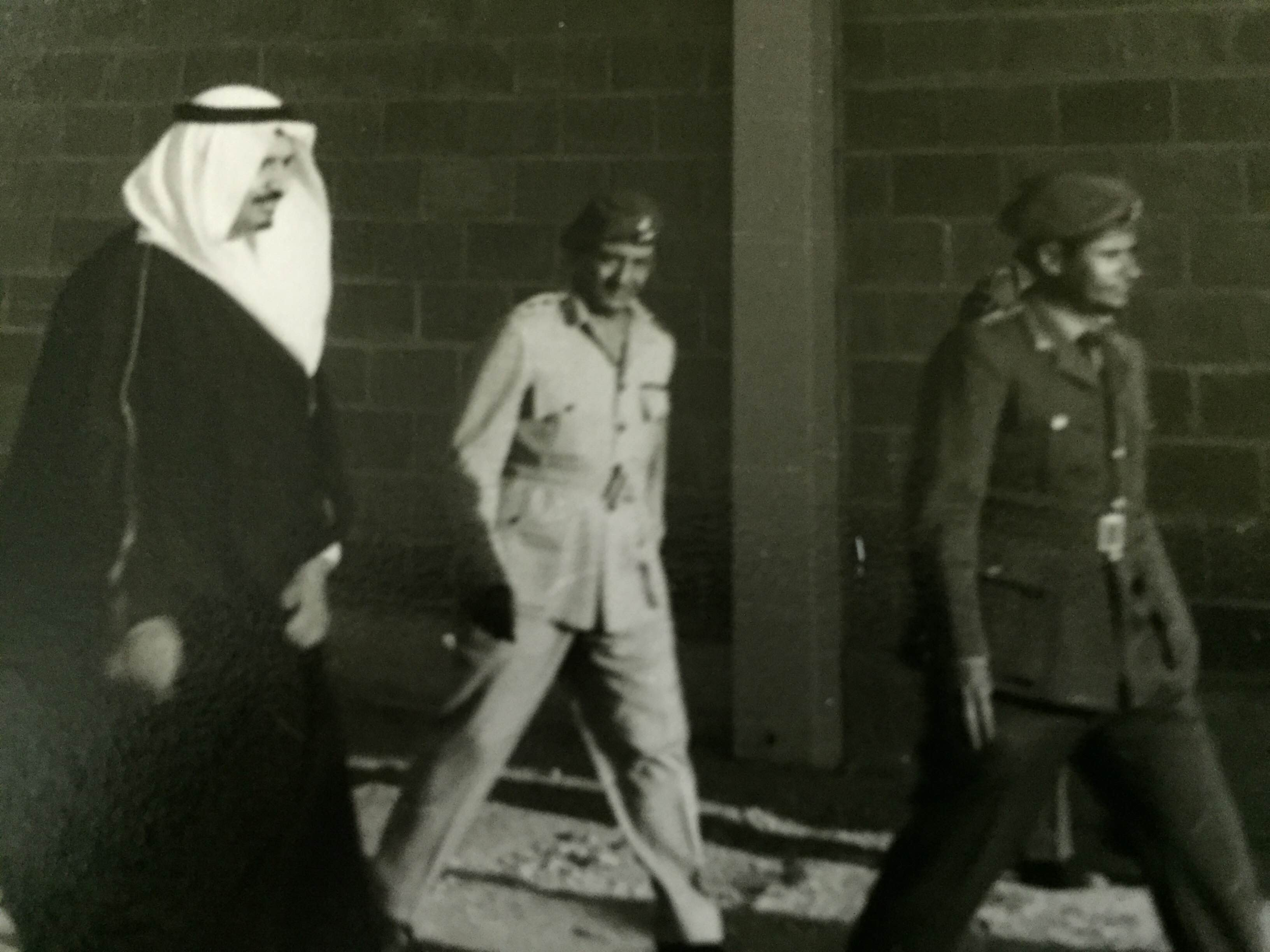
زيارة الأمير سلطان بن عبدالعزيز للمدينة العسكرية

- الحياة العملية

== عمل كملازم أول مهندس في أدارة الملك فيصل العسكرية في المنطقة الجنوبية
```
في عهد الملك فيصل بن عبد العزيز ==
لمدة أربعة عشر عاماً ليشغل العديد من الوظائف. ==
```

```
== وتدرج فيها حيث عمل ضابط الاتصال المشرف على مشروع 
```

إنشاء مدينة الملك فيصل العسكرية بالمنطقة الجنوبية،
```
ثم عمل مديرا لإدارة مدينة الملك فيصل العسكرية بالمنطقة الجنوبية ==

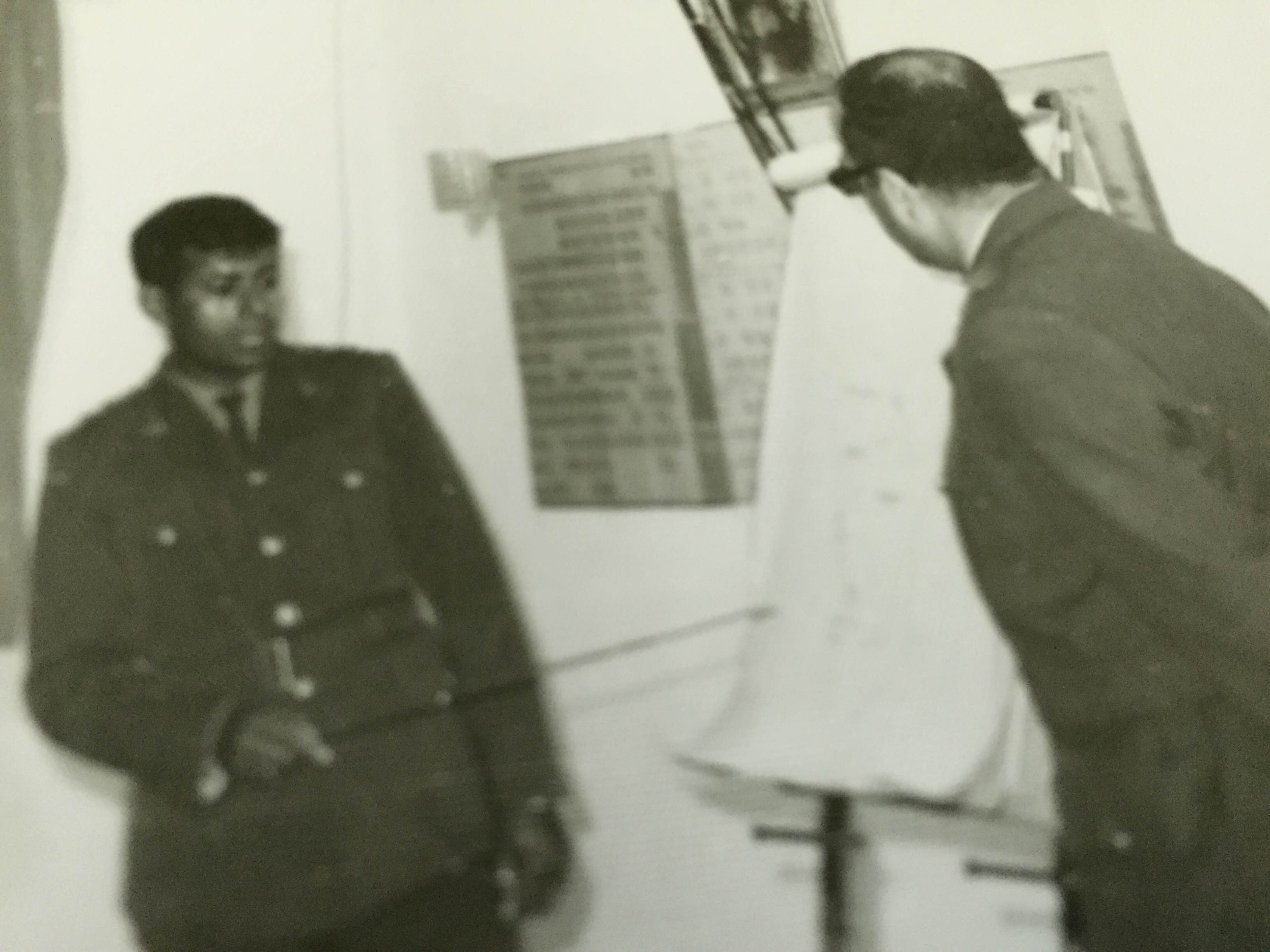
من أحد ورش العمل في المدينة العسكري

```

```
ثم عاد إلى 
الرياض
 للعمل لوزارة الدفاع
```

* عمل في الملحق العسكري في مدينة واشنطن عام 1983 م
وأكمل دراسته العليا ليحصل على ماجستير الهندسة من جامعة جورج واشنطن.
- أنهى دراسة الدكتوراة الهندسة من جامعة جورج واشنطن 1989 م

ثم عاد للوطن ليساهم في تأسيس وانشاء مدينة الملك خالد العسكرية في حفر الباطن
* عام 1991 م

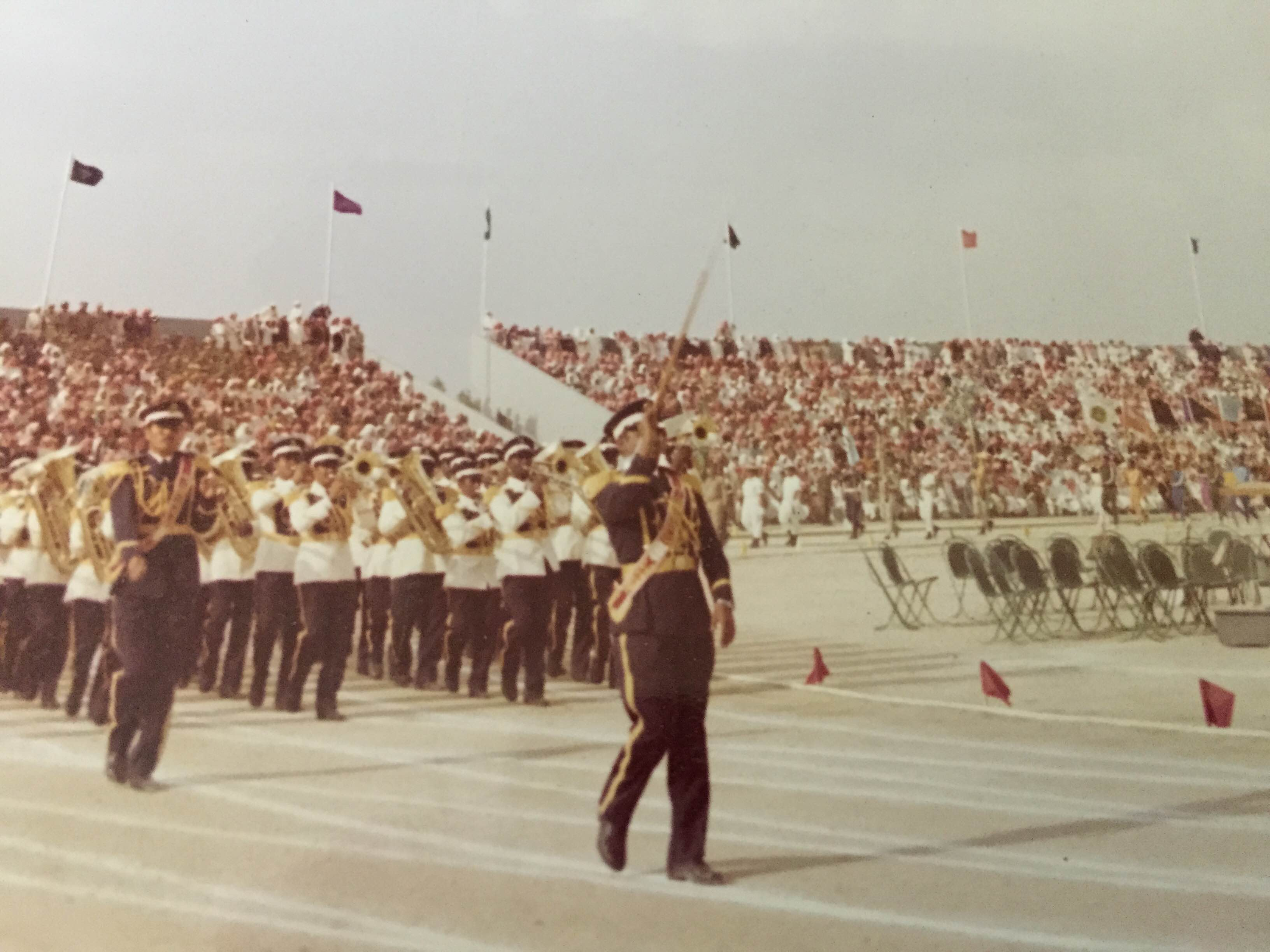
عرض حربي

وعمل كضابط ارتباط في حرب تحرير الكويت عرف بشخصيته المحبوبة بين الجنود والضباط في تحفيزهم
أثناء الحرب وكان من أوائل طلائع الجيش السعودي التي دخلت الكويت لتحريرها من العدوان الغاشم.
* عام 1997 م

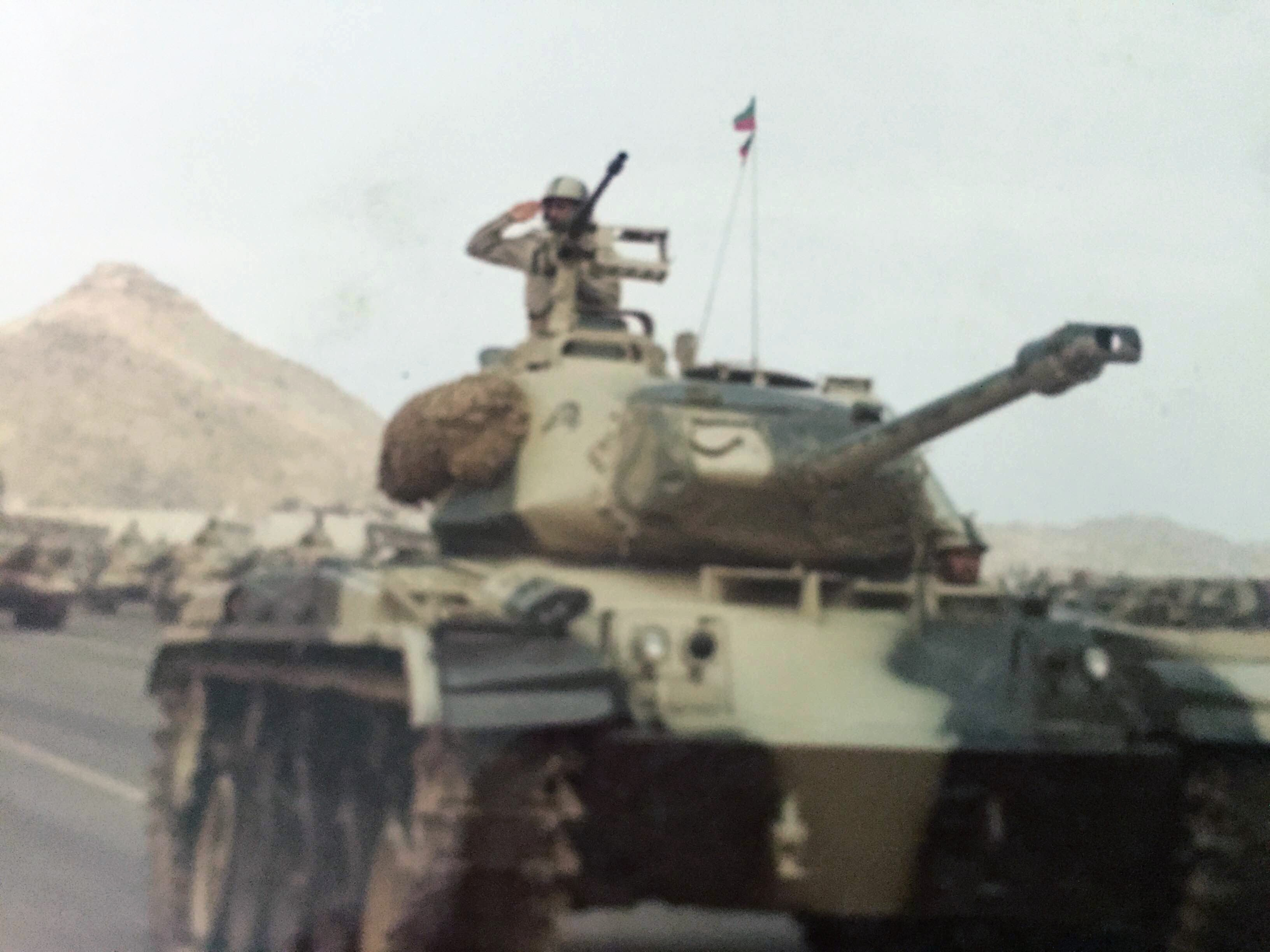
حرب الخليج

تقاعد من الخدمة العسكرية برتبة عميد مهندس 1997 م بعد مسيرة طويلة في بناء وتخطيط المدن العسكرية من خلال خبرة طويلة أكتسبها من الدراسة المتخصصة في الهندسة المدنية والعسكرية من الولايات المتحدة الأمريكية.

- الحياة الفطرية

ثم عمل كمستشار في هيئة الحياة الفطرية وله نشاط كبير في المحافظة على الحياة الفطرية والتوعية من الحيوانات المهددة بالانقراض مثل (الوضيحي والمها العربي والنمور العربية) واخذ جولات على مناطق المملكة
وساهم في بناء المحميات الوطنية وعمل بيئة ملائمة لتكاثرها فعل إدارة مركز التدريب على المحافظة على الموارد الطبيعية وكان لدورات تدريب الجوالين دور كبير في إخراج جيل من الجوالين المدربين مع تقديم دورات أخرى في مجال التوعية البيئية والتربية البيئية
* عام 2001
ثم صدر الأمر الملكي رقم أ / 80 في عهد خادم الحرمين الشريفين الملك فهد بن عبد العزيز لتشكيل مجلس الشورى وتم تعيينه كعضو بمجلس الشورى الجديد ليساهم في تأسيس أنظمة وتقارير مجلس الشورى خاصة لجنة الخدمات والمرافق العامة والبيئة.
```
شارك في العديد من الندوات العلمية والمؤتمرات الدولية خارج المملكة العربية السعودية، وداخلها.
```

الحياة الاجتماعية:
كان الراحل متزوجاً من الدكتورة أمل الشامان عضو مجلس الشورى حالياً وله من الأبناء محمد وسلطان ومشاري ولينا عرف عنه دعمه للشباب في اكتساب العلم والمعرفة وله العديد من العلاقات الاجتماعية المميزة مع شخصيات اجتماعية وسياسية في مناطق المملكة العربية السعودية
انتقل إلى رحمة الله في عام 2003 م بعد معاناة من المرض في مستشفى الملك فيصل التخصصي.